# Ruw (boek)
Ruw is een boek gepubliceerd in 2009 en geschreven door Marie Kessels. Het boek gaat over de plotseling blind geworden Gemma en beschrijft haar leven en haar omgang met haar blindheid.

## Inhoud
Het boek zou het best te typeren zijn als een onderdeel van het slice of life genre. Dit genre stelt het dagelijks leven centraal en beschrijft een kort stukje uit de hoofdpersoon zijn of haar leven. In dit boek staat Gemma centraal die op een bestelbusje is gereden waardoor zij blind is geworden. Het boek volgt haar in haar verkenning van het lezen in braille en haar wandelingen met een blindenstok, die zij in het begin voornamelijk 's nachts maakt omdat zij zich dan beter weet te oriënteren. Om dit beeldend te beschrijven gebruikt het boek soms de stream of consiousness. Ook haar (soms veranderde) contact met vrienden en kennissen staat centraal.
Het boek bevat daarnaast veel verwijzingen naar (blinde) schrijvers en artiesten en citaten van hen, zoals Blind Willie McTell, John Hull en het boek De stad der blinden van José Saramago.

## Erkenning
Het boek werd in 2009 genomineerd voor de Libris Literatuur Prijs maar won de prijs niet. De nominatie beschreef de positieve instelling van Gemma en de wijze waarop haar blindheid een nieuwe wereld voor haar opent, een wereld die zeer zintuigelijk beschreven wordt.

## Ontvangst
Literatuurcriticus Arie Storm was positief over ruw, wat hij als verrassend positief (gezien het onderwerp) beschreef. Ook zag hij in het boek een 'een pleidooi [...] voor beter lezen, voor langzamer lezen, en voor het genot dat dit kan verschaffen'. Hoewel hij het boek kritisch noemde, was hij positief over het boek, dat hij vier van de vijf mogelijke sterren gaf.
De recensie van het Nederlands Letterenfonds vond dat het boek ook een zekere positieve invalshoek bevatte. Daarnaast focuste deze recensie op de zintuiglijkheid van het boek; ondanks het gebrek aan zicht wist Marie Kessels toch een breed pallet aan zintuigelijke indrukken te gebruiken om zaken te beschrijven.
Toch werd het boek niet door eenieder positief ontvangen. Zo schreef schrijver Coen Peppelenbos over het boek dat dit echt op een publiek van academici gericht is, door de hoogdravende manier waarop het geschreven is en de vele verwijzingen naar andere schrijvers. Bij Peppelenbos riep het gebrek aan het verhaal frustratie op en hij was dan ook kritisch op de nominatie voor de Liberis Literatuur Prijs.